# Alar Toomre
Alar Toomre (* 5. Februar 1937 in Rakvere) ist ein aus Estland stammender Astronom und Mathematiker, der 1949 in die USA einwanderte. Er ist Professor für angewandte Mathematik am Massachusetts Institute of Technology. Er forscht besonders auf dem Gebiet der Dynamik von Galaxien.

## Leben
Toomre stammt aus Estland und wanderte 1949 aus Deutschland in die Vereinigten Staaten aus. Er studierte Luftfahrtingenieurswesen und Physik am MIT. Den Doktorgrad erlangte er mit einem Thema aus der Fluiddynamik an der Universität Manchester in England, wo er mit einer Marshall Scholarship studierte. Er ging dann für zwei Jahre ans MIT ins Mathematikdepartement. Nach einem Jahr an der Princeton University kehrte er ans MIT zurück, wo er 1965 Associate Professor für Mathematik wurde.

## Werk

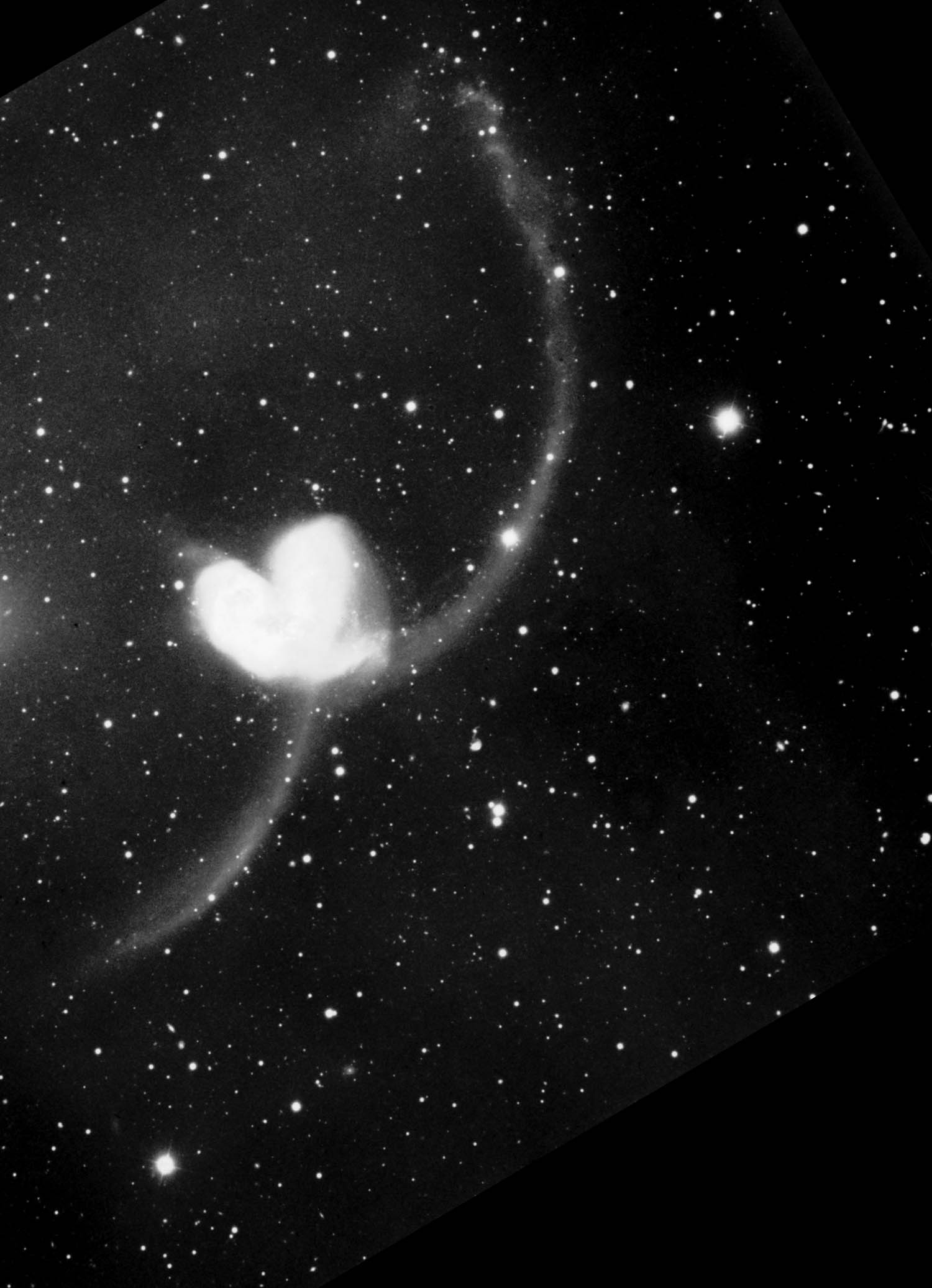
Die Antennengalaxie (Brad Whitmore (STScI), NASA)

Toomre leistete wichtige theoretische Beiträge zur Dynamik der Galaxien. 1964 entwickelte er das Toomre-Kriterium, das beschreibt, unter welchen Bedingungen eine differentiell rotierende Scheibe von Sternen in einer Galaxie stabil ist.  
1972 veröffentlichte er mit seinem Bruder Juri eine Arbeit, in der aufbauend auf Vorarbeiten anderer Astronomen erstmals umfassend gezeigt wurde, wie sich bei der Wechselwirkung zweier Galaxien durch Gezeiteneffekte lange Arme oder Brücken bilden können. Damit wurde das Aussehen wechselwirkender Galaxiensysteme wie der Antennengalaxien erklärbar. Wegen der damals begrenzten Computerleistung simulierte er relativ wenige Sterne und modellierte ihre Bewegung nach vereinfachten Annahmen im Sinne des eingeschränkten Dreikörperproblems unter dem Einfluss der Kernbereiche der Galaxien, zur Erklärung der Entstehung von Gezeitenarmen ist dies jedoch ausreichend.
1977 schlug er vor, dass elliptische Galaxien durch Verschmelzung von Spiralgalaxien entstehen, und dass die heutige Häufigkeit von elliptischen Galaxien und die heutige Verschmelzungshäufigkeit von Spiralgalaxien dazu passen, dass alle elliptischen Galaxien auf diesem Weg über das Alter des Universums hinweg entstanden sein könnten. Während diese Abschätzung heute als zu vereinfachende Beschreibung des Verlaufs der Galaxienentwicklung angesehen wird, ist die Entwicklung verschmelzender Spiralgalaxien zu elliptischen Galaxien akzeptiert. Toomre illustrierte seine Vorstellungen mit der Toomre-Sequenz, die Beispiele von Galaxien in verschiedenen Stadien des Verschmelzungsprozesses enthält.

## Veröffentlichungen (Auswahl)
- Alar Toomre: On the gravitational stability of a disk of stars. In: Astrophysical Journal Band 139, 1964, S. 1217
- Alar Toomre und J. Toomre: Galactic bridges and tails. In: Astrophysical Journal. Band 178, 1972, S. 623
- Alar Toomre: Mergers and some consequences. In: B. M. Tinsley und R. B. Larson (Hrsg.): The Evolution of Galaxies and Stellar Populations. Yale University Press, New Haven 1977, S. 401

## Auszeichnungen
- 1974 Wahl in die American Academy of Arts and Sciences
- 1983 Wahl in die National Academy of Sciences
- 1984 MacArthur Fellowship
- 1993 Brouwer Award der Division on Dynamical Astronomy der American Astronomical Society
- 2014 Magellanic Premium[1]
- 2016 Wahl in die American Philosophical Society